# Ovaören
Ovaören (früher Göstesin) ist ein Dorf im Bezirk Gülşehir der zentraltürkischen Provinz Nevşehir. Der Ort liegt im Südwesten des Bezirks, etwa 30 Kilometer südwestlich von Gülşehir und 35 Kilometer westlich des Provinzzentrums Nevşehir. Über eine Landstraße ist er mit der westlich verlaufenden Fernstraße D-21 verbunden, die von Ankara im Nordwesten nach Tarsus im Südosten führt.
Seit 2007 werden im Gebiet um Ovaören von einem Team der Gazi-Universität in Ankara unter der Leitung des türkischen Archäologen Süleyman Yücel Şenyurt Ausgrabungen durchgeführt.

## Göstesin-Inschrift
Als die Grabungen begannen, berichtete Mustafa Kapucu, der damalige Bürgermeister von Ovaören, den Archäologen von einem verlassenen Haus, in dem zahlreiche Inschriftenfragmente verbaut waren. In den Wänden des Hauses fanden die Forscher 22 Steine mit luwischen Hieroglyphen. Sie vermuteten, dass diese von einer Inschrift an dem benachbarten Felsen stammten, die zum Bau des Hauses in Stücke gebrochen wurde. Şenyurt bezeichnet sie als Göstesin-Inschrift (Göstesin Yazıtı) in Anlehnung an den früheren Ortsnamen. Da sich im Dorf niemand an die Felsinschrift oder den Bau des Hauses erinnerte, wurde angenommen, dass die Zerstörung schon vor längerer Zeit stattfand. Die Hieroglyphen erinnern stark an die Inschrift von Suvasa, die nur etwas mehr als einen Kilometer nördlich beim Dorf Gökçetoprak auf einem Feld gefunden wurde, und an die Felsinschrift von Topada, etwa 25 Kilometer südöstlich bei Ağıllı. In beiden Inschriften wird Wasusarma, der Herrscher des späthethitischen Königreichs Tabal, erwähnt. Tabal lag zwischen dem 9. und 7. Jahrhundert v. Chr. in der zentralanatolischen Hochebene und umfasste Teile der heutigen Provinzen Kayseri, Nevşehir, Niğde und Aksaray und somit auch die Gegend von Ovaören. Der Philologe Mark Weeden und der Hethitologe John David Hawkins untersuchten die Hieroglyphen und stellten auf Grund ihrer archaisierenden Art fest, dass sie zur selben Gruppe gehörten wie die Inschriften von Suvasa und Topada. Weeden las in zwei Zeichen der Göstesin-Inschrift den Namen Wasusarma. Da dieser im 8. Jahrhundert v. Chr. regierte, kann auch die Inschrift in diese Zeit datiert werden. Die Inschriften von Sultanhanı und Kayseri, in denen Wasusarma ebenfalls erwähnt wird, unterscheiden sich in den Zeichenformen von den genannten. Diese Unterschiede sind allerdings eher regional bedingt.

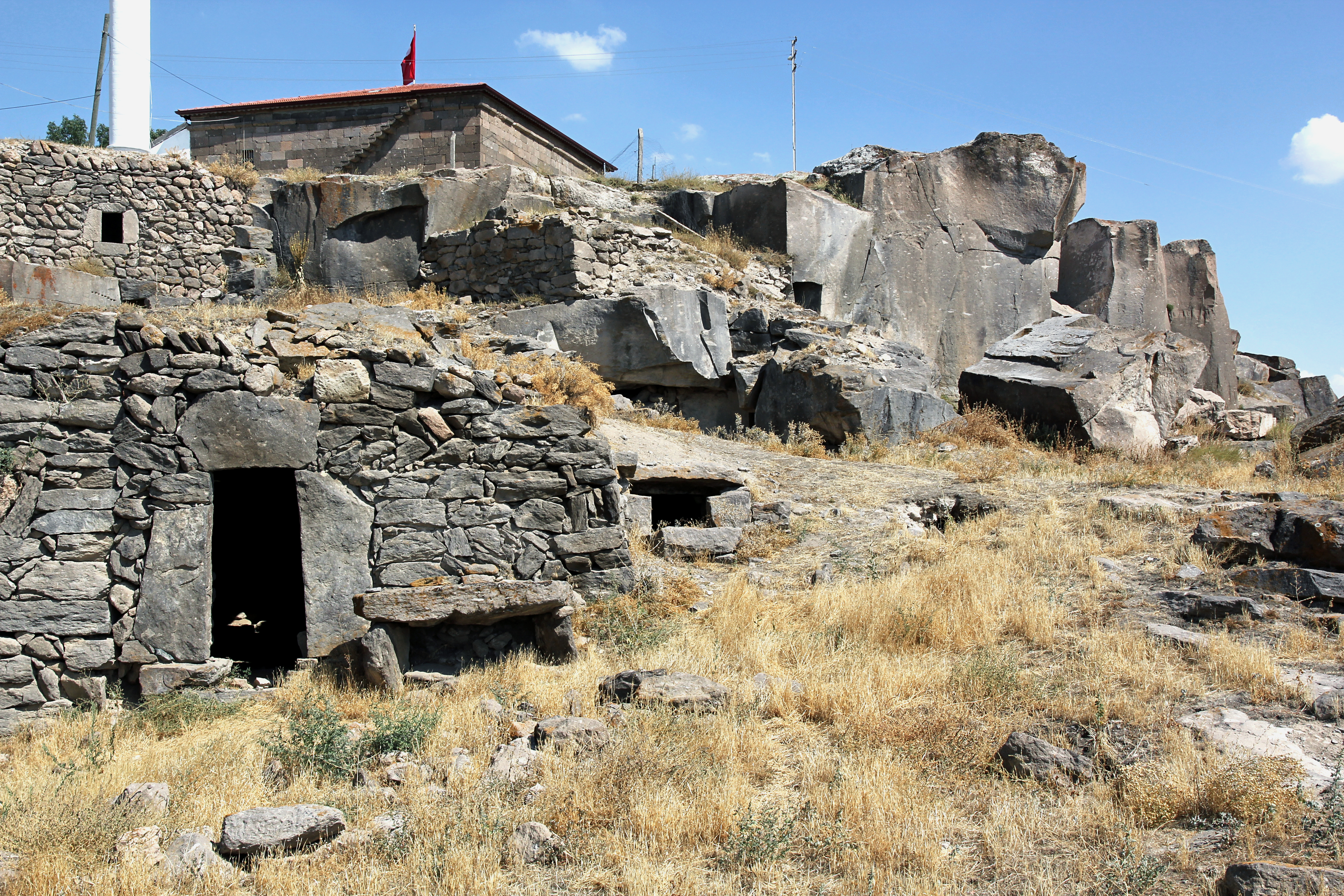
Verlassenes Haus mit Inschriftenfragmenten, rechts die Felswand, aus der vermutlich die Inschrift stammt
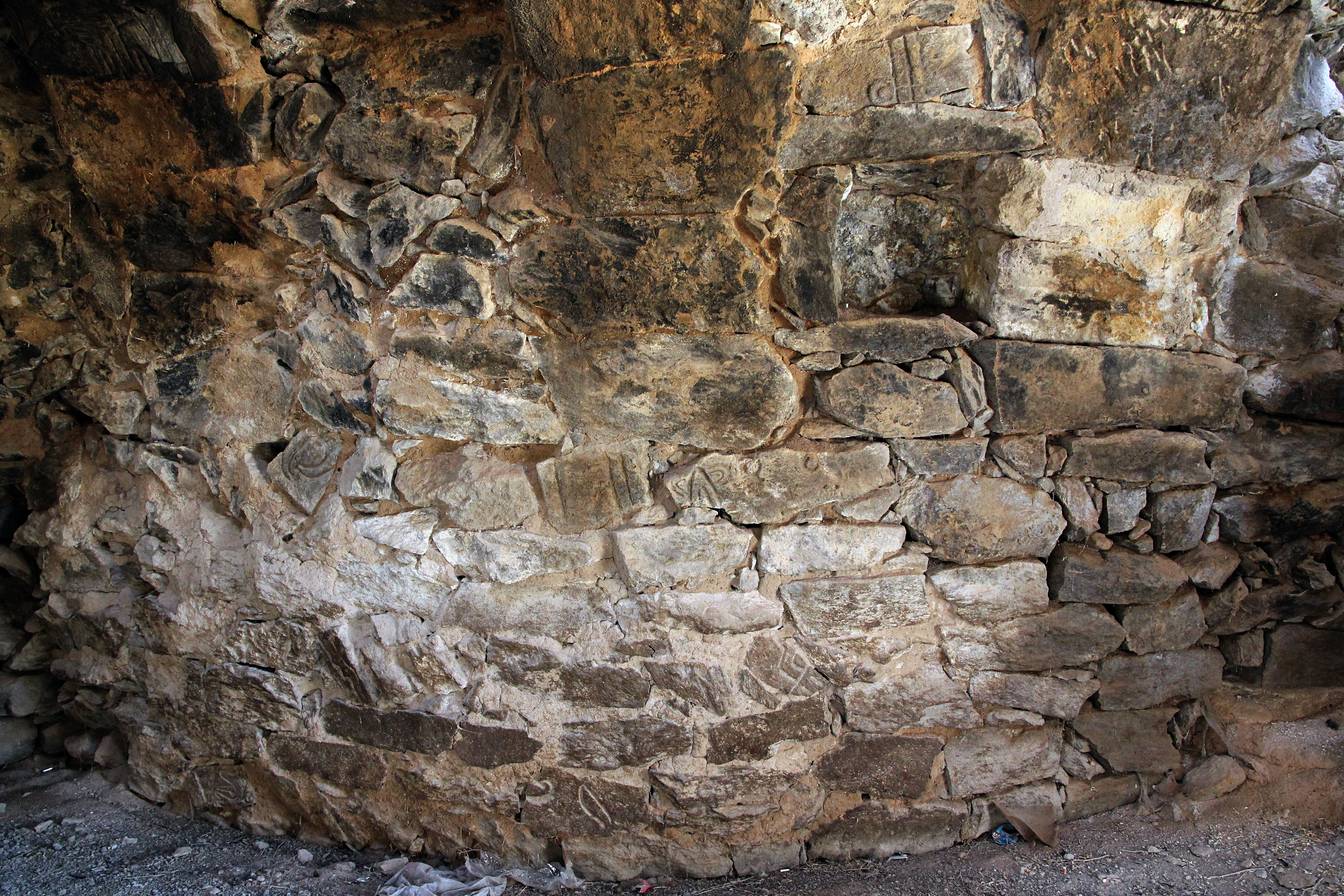
Rechte Innenwand mit Fragmenten der Inschrift
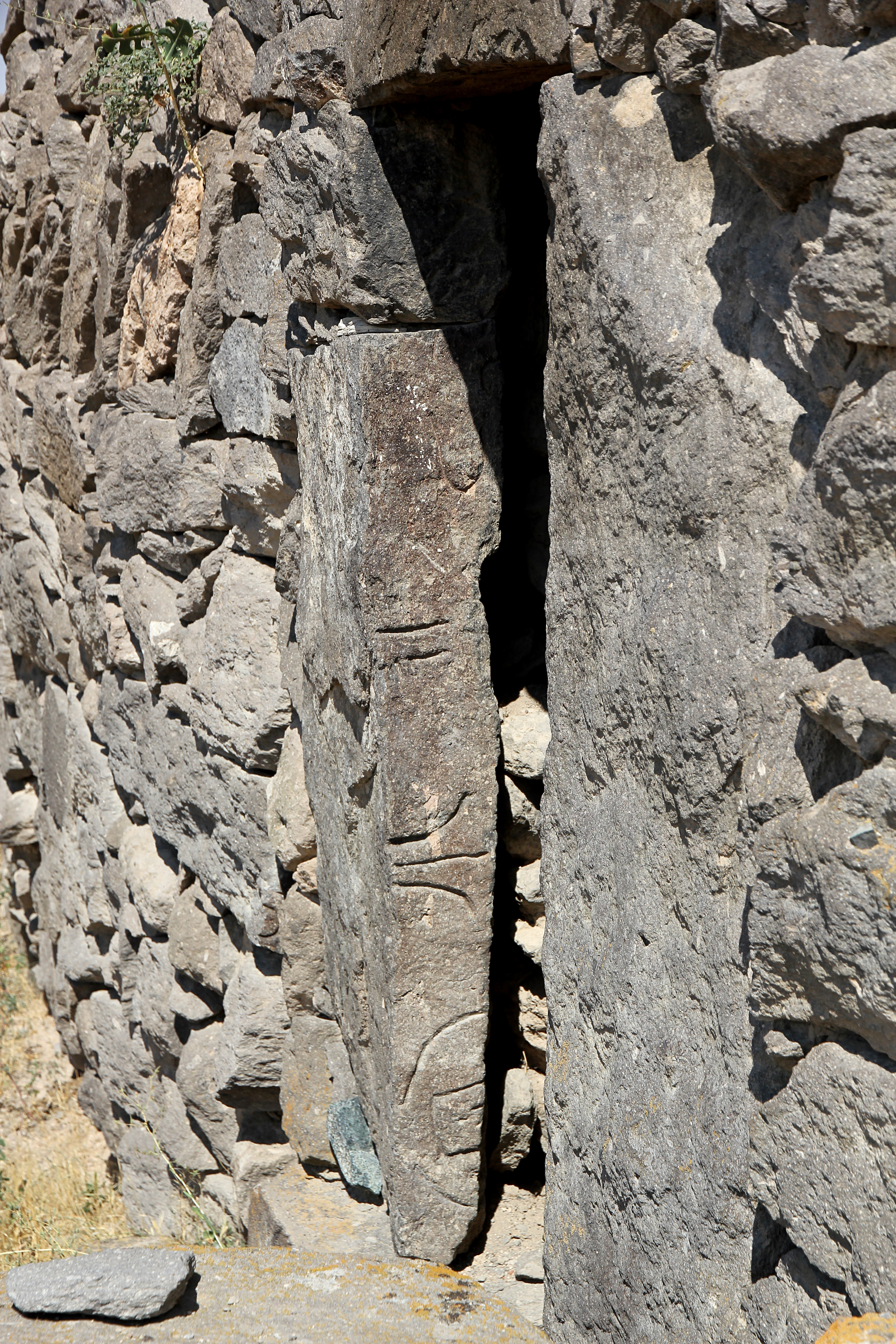
Inschriftenfragment in der linken Türlaibung
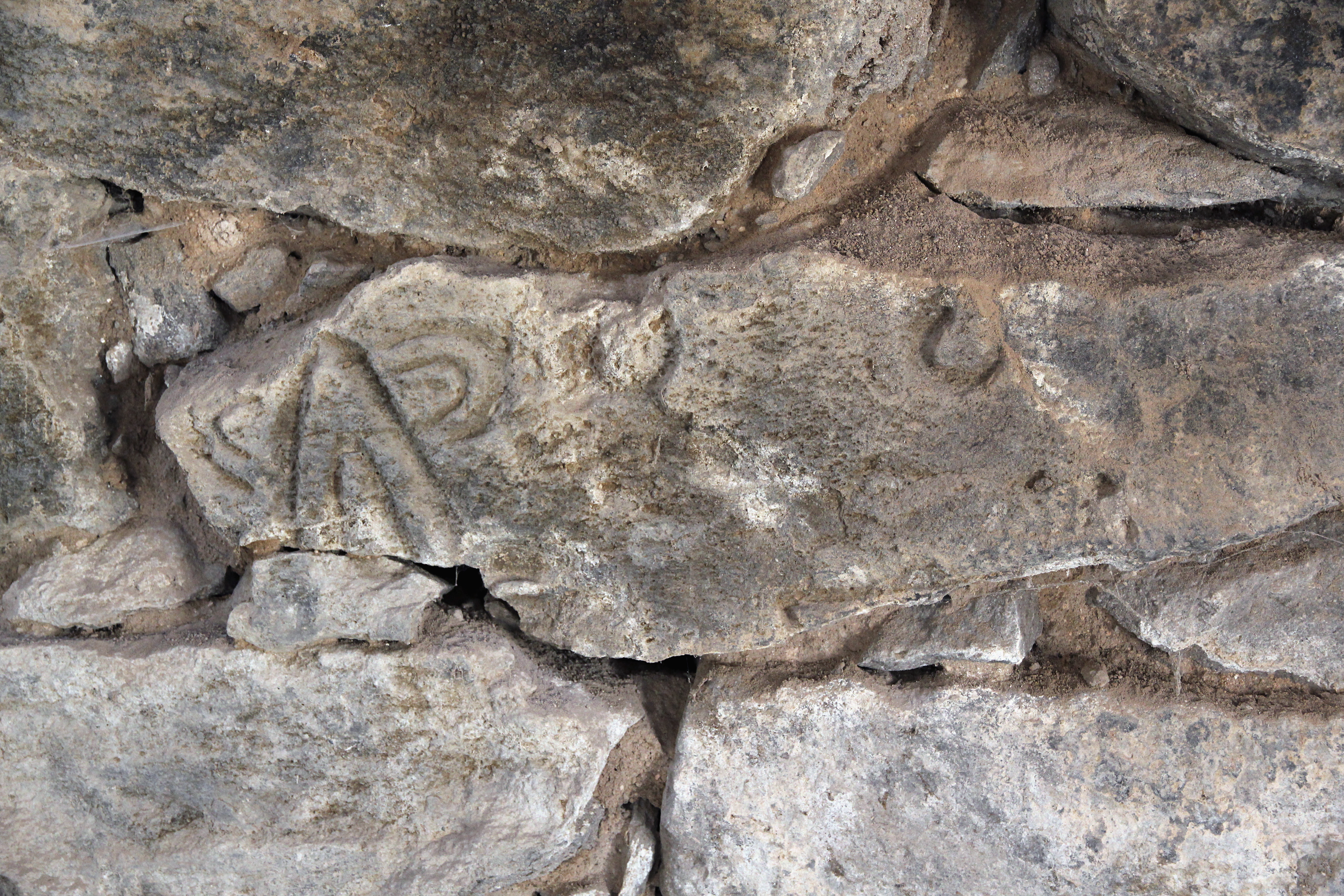
Aus diesem und dem nebenstehenden Fragment…
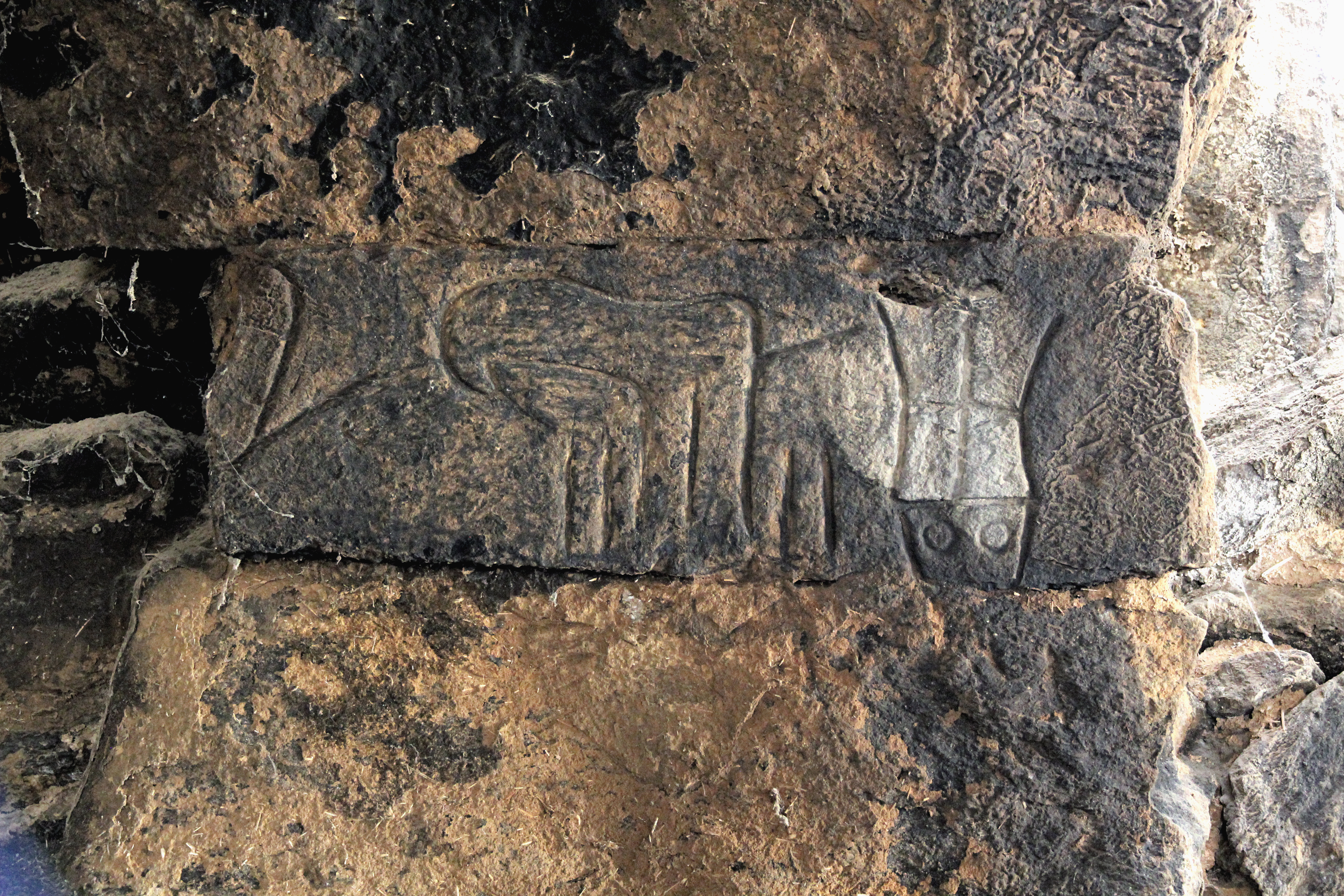
…liest Mark Weeden den Namen Wasusarma

## Yassıhöyük und Topakhöyük
Etwa 3,0 beziehungsweise 2,5 Kilometer südlich des Ortes Ovaören liegen die beiden Siedlungshügel Yassıhöyük  und Topakhöyük  in etwa 350 Metern Entfernung voneinander. Yassıhöyük hat eine Grundfläche von 500 × 350 Metern bei einer Höhe von 15 Metern. Der nordwestlich gelegene Topakhöyük ist mit einem Umriss von 190 × 20 Metern und einer Höhe von 20 Metern kleiner. Gemeinsam bildeten sie wohl eine städtische Siedlung. Die östliche Terrasse von Topakhöyük, die sich zum  Yassıhöyük hin erstreckte, bildete die Unterstadt, Yassıhöyük die Oberstadt. Diese war von einer bis zu fünf Meter hohen Mauer umgeben. Sie umfasste 11 Hektar, die Unterstadt mit dem Topakhöyük zusammen 13 Hektar, was eine Stadtfläche von 24 Hektar ergibt. Die Siedlung, die in einer fruchtbaren Ebene liegt, war bereits in der Kupfersteinzeit bewohnt. Durch archäologische Funde konnte eine kontinuierliche Nutzung bis in die Eisenzeit nachgewiesen werden. Architekturfunde sowie hethitische Keramik lassen vermuten, dass der Ort in der mittleren bis zur späten Bronzezeit Zentrum eines feudalen Stadtstaats im hethitischen Großreich war. Auch aus der Eisenzeit gibt es Reste von monumentaler Architektur, die zeigen, dass es sich um eine bedeutende Stadt des Landes Tabal handelte.
Auf Grund einer in der östlichen Umgebung gefundenen, sieben Kilometer langen Grenzmauer sieht der Ausgräber Şenyurt in Ovaören einen Kandidaten für die Lokalisierung der Stadt Parzuta, die in dem Text von Topada als Kriegsgegner Wasusarmas erwähnt wird.

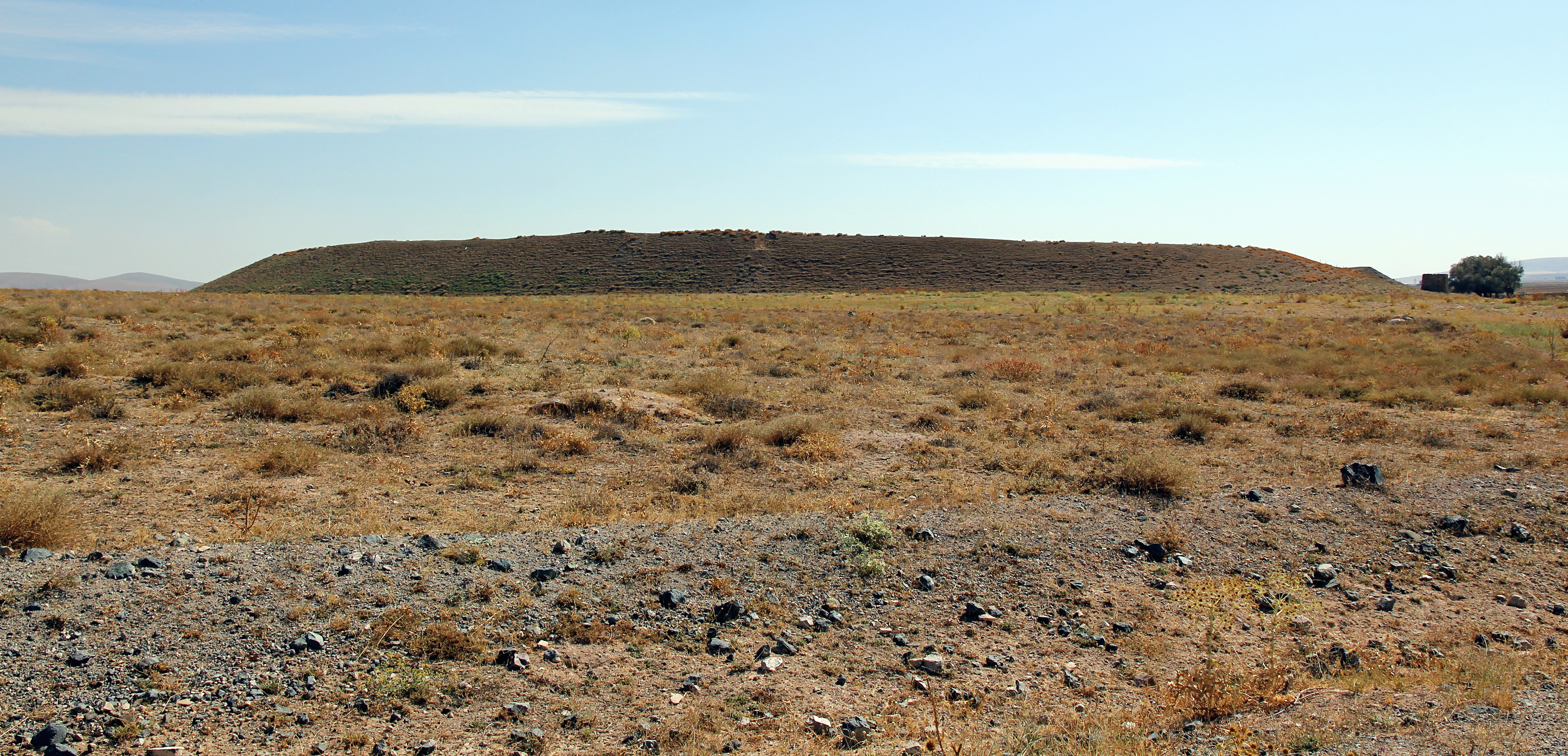
Yassıhöyük von Norden
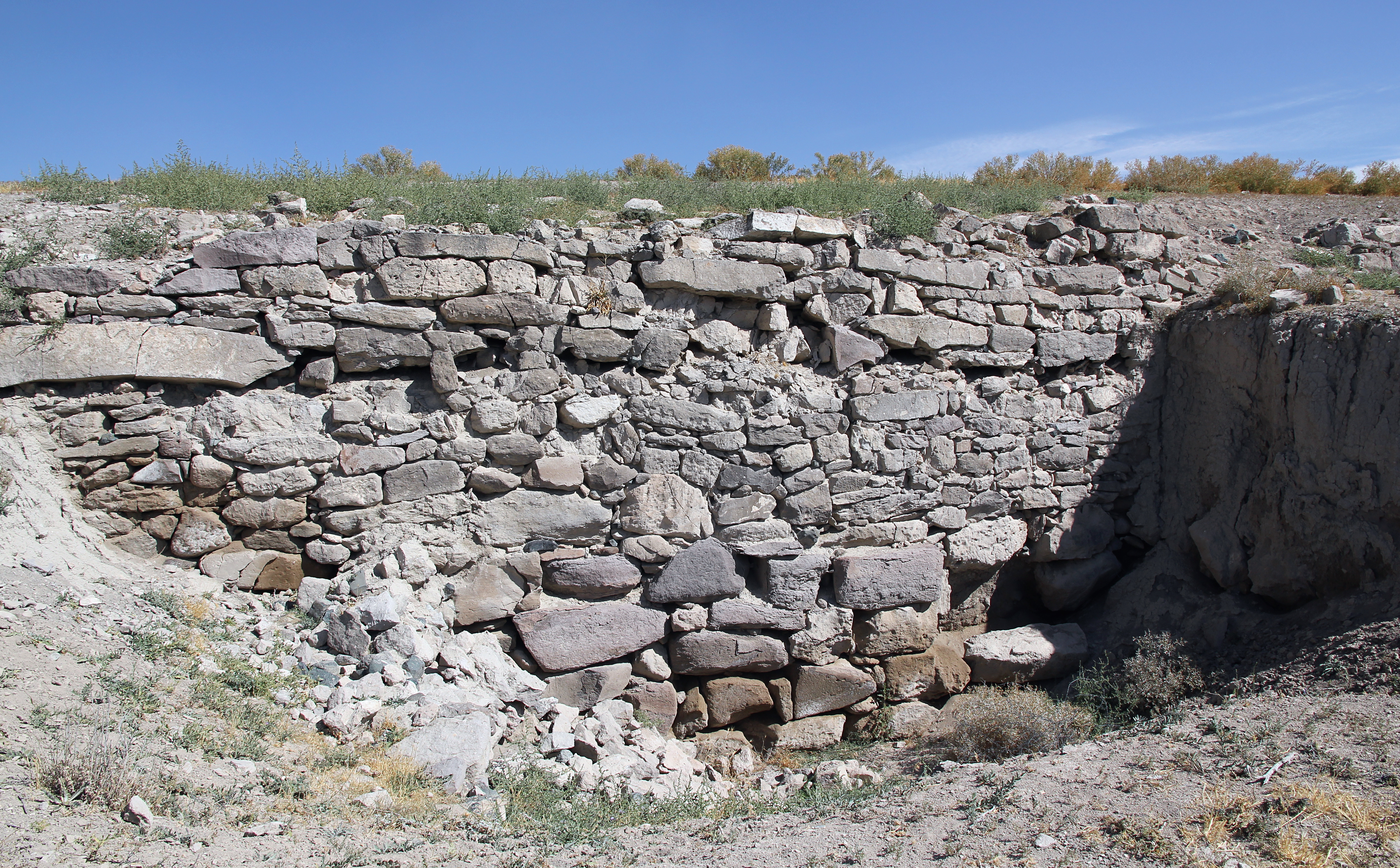
Yassıhöyük, Grabungsschnitt mit Mauern
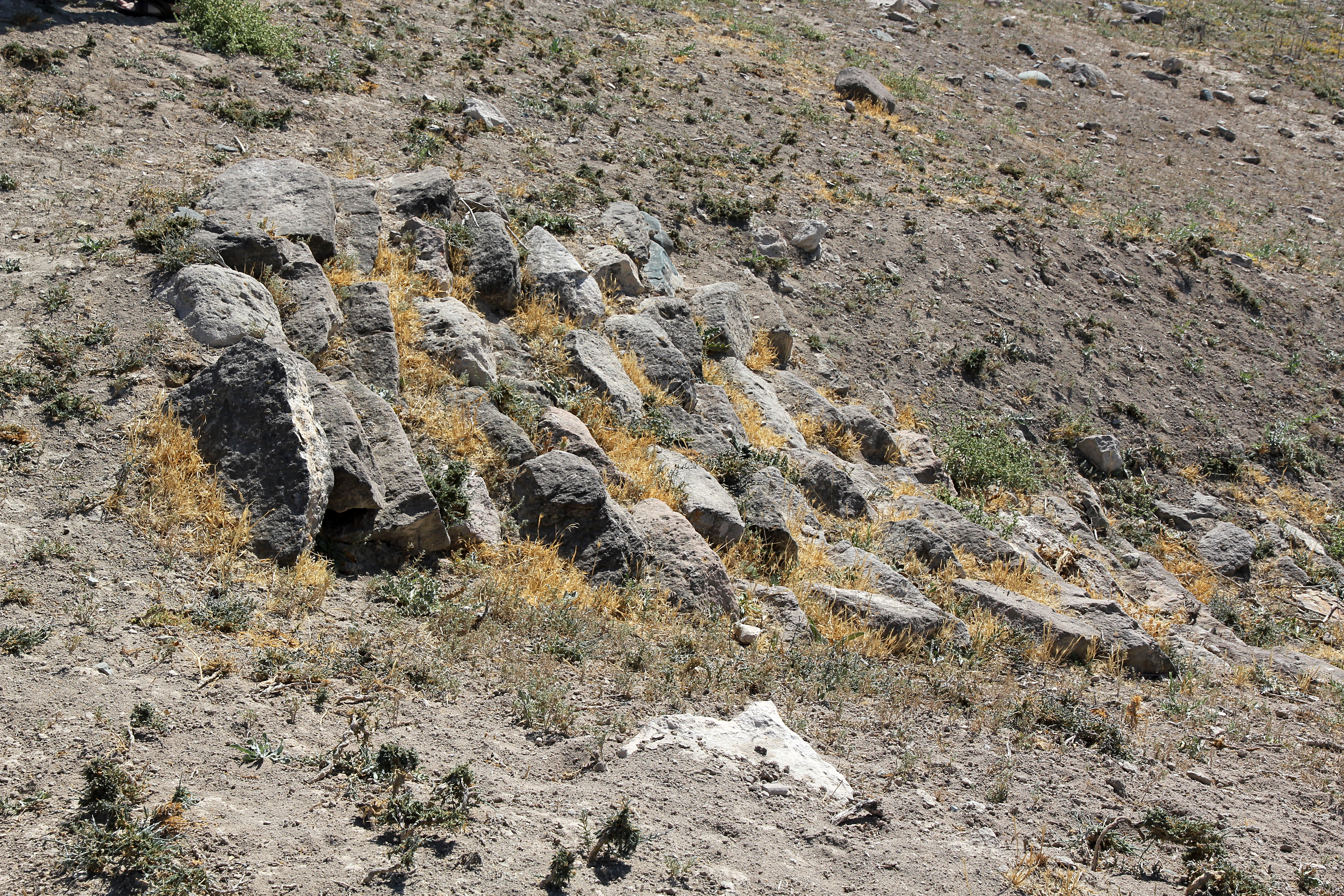
Yassıhöyük, Treppenreste auf der Westseite
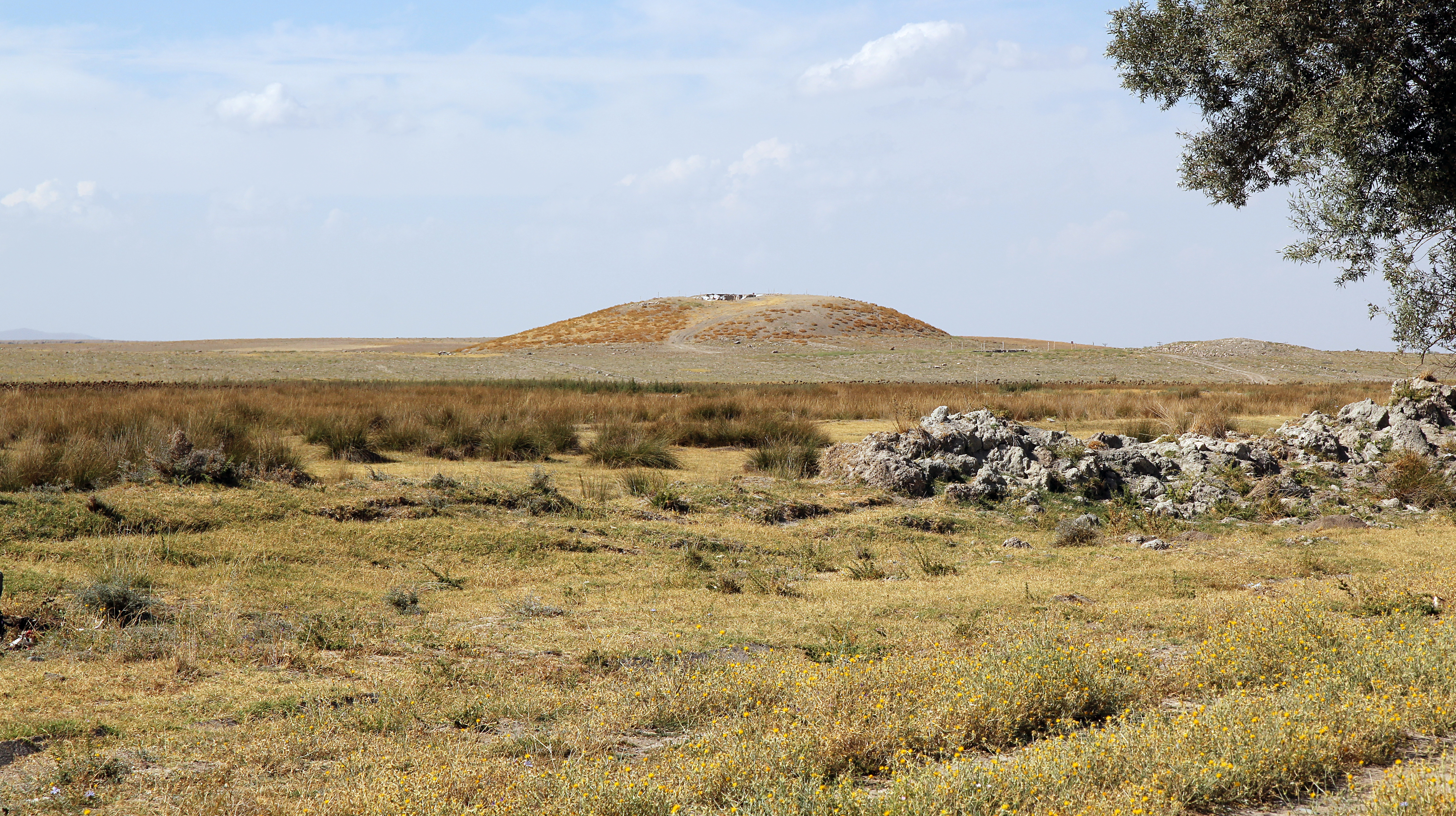
Topakhöyük mit Ostterrasse vom Yassıhöyük aus

## Byzantinische Spuren
Im September 2009 führte der deutsche christliche Archäologe Rainer Warland von der Albert-Ludwigs-Universität Freiburg mit Nilden Ergün von der Onsekiz Mart Üniversitesi in Çanakkale in der weiteren Umgebung des Mamasın-Stausees einen Survey durch, dessen Ziel das Auffinden von byzantinischen Siedlungsspuren war. Die Untersuchung erstreckte sich bis in das Gebiet von Ovaören. In dessen Nachbarschaft lag der damalige Hauptort der Gegend, Ossiena, von dem unterirdische Kirchen, eine unterirdische Halle und Reste der Stadtmauer erhalten sind. In Ovaören selbst wurden vor allem in der Moschee, die auf einem den Ort beherrschenden Felskegel steht, byzantinische Reste entdeckt. Das Tonnengewölbe ruht im Zentrum auf vier antiken Säulen mit Kapitellen. Auf dreien der Kapitelle sind trotz Abarbeitung noch Kreuze zu erkennen. Die Moschee scheint aus Quadern einer griechischen Kirche des 19. Jahrhunderts erbaut worden zu sein. Im Umfeld der Moschee konnte ein in den geglätteten Felsen eingetieftes Reliquiendepot gefunden werden, dass nach Warland auf eine Altarstelle hindeutet. An einer Weggabelung des Ortes ist ein verschlepptes Kapitell mit einem Kreismuster zu sehen.